# Acrataula
Acrataula é um gênero de mariposa pertencente à família Acrolepiidae.